# 푸조 604

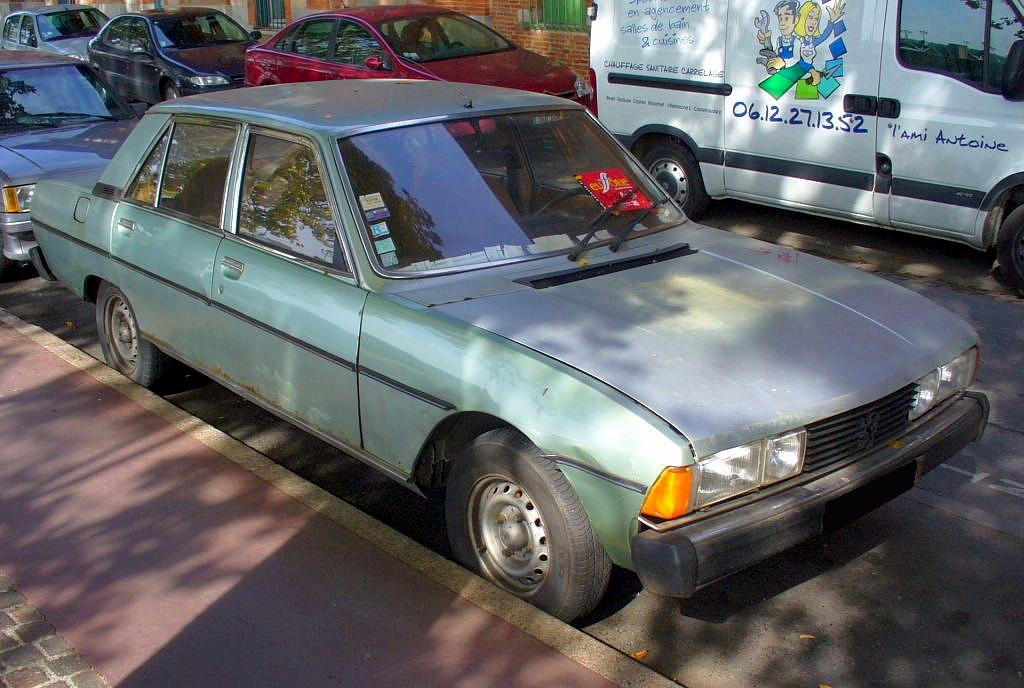
푸조 604 정측면

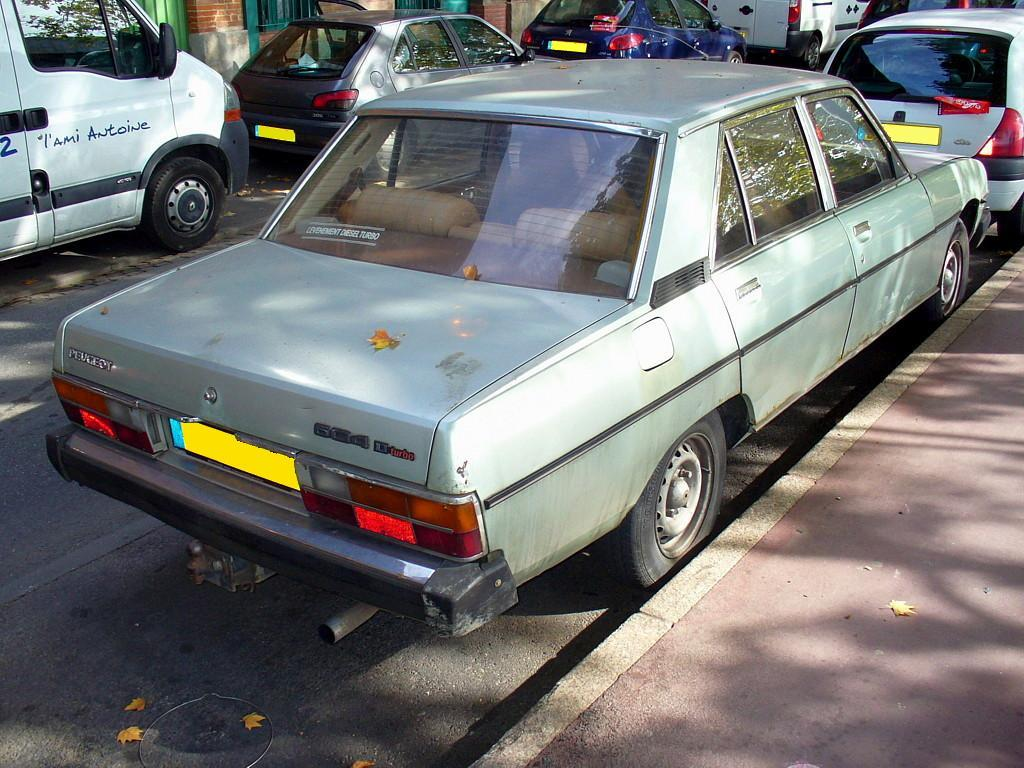
푸조 604 후측면

푸조 604(Peugeot 604)는 프랑스의 자동차 회사인 푸조에서 개발하여 기아에서 라이선스 생산한 후륜구동 승용차이다.
현대 포드 그라나다와 새한 레코드 등이 경쟁하던 대형차 시장에 기아자동차가 푸조 604를 내놓은 것은 1979년 3월로, 중후하고 우아한 디자인이 돋보였다. 헤드 램프는 2단 빔 조정 장치를 통해 4개의 램프로 구분되었고, 앞 유리는 강화 유리, 뒷 유리는 열선이 내장되었다.
푸조, 르노, 볼보가 공동 개발한 V6 2.7ℓ 엔진은 듀얼 카뷰레터 시스템이 적용되어 조용하면서 여유 있는 가속력이 돋보였고, 정확한 제동력을 발휘하는 디스크 브레이크가 적용되었다. 당시 대한민국의 승용차 중 고가에 판매된 승용차였고, 380대가량 생산되었다. 대한민국에서는 1981년 10월에 발효된 2·28 조치(자동차산업 합리화 조치)로 인하여 후속 차종 없이 강제로 단종되었으나, 해외에서는 1985년까지 생산되었다.
이후 푸조 사의 빈 자리를 채운 건 4년 여의 공백기를 지나 1989년에 출시된 605이며, 대한민국에서는 동부산업에서 수입하여 판매했다. 이후 푸조의 대형 세단 라인업은 607로 이어졌고, 2012년에 407과 607을 통합한 508로 이어져 오고 있다.
현재 대한민국에 보존되어 있는 차량은 삼성화재 교통박물관, 금호상사, 원주역사박물관(이상 기아자동차 라이센스 생산), 제주도 푸조시트로엥박물관(푸조 생산)에 각각 한 대씩, 총 4대의 차량이 보존된 것으로 추정된다.

## 제원
- 전장(mm) : 4,721
- 전폭(mm) : 1,784
- 전고(mm) : 1,435
- 축거(mm) : 2,800
- 윤거(전, mm) : 1,490
- 윤거(후, mm) : 1,430
- 승차정원 : 5명
- 구동형식 : 후륜 구동

| 구분               | 2.7        |
| ------------------ | ---------- |
| 연료               | 가솔린     |
| 배기량(cc)         | 2,664      |
| 최고출력(ps/rpm)   | 134/5,750  |
| 최대토크(kg*m/rpm) | 21.1/3,500 |